# LOVE (歌手)
LOVE（ラヴ、1983年3月14日 - ）は、日本の女性シンガーソングライター。大阪府高槻市出身。千里国際学園中等部・高等部（SIS）卒業。本名：中村蕗子（なかむら ふきこ）。所属事務所はKafkino。

## 概要・人物
CORE OF SOULのボーカルを経て、2007年に「過ちのサニー」でデビュー。
アコースティック・ギターを用い、自らで作詞作曲を手掛ける。1970年代の欧米フォークロックと近年のオルタナティヴ・ロックから強い影響を受けており、それらを基盤とした楽曲制作を行っている。影響を受けたアーティストには、ジョニ・ミッチェル、ローラ・ニーロ、トーリ・エイモス、サラ・マクラクラン、ベン・ハーパー、ニルヴァーナ、レッド・ホット・チリ・ペッパーズ、ベック等を挙げている。
中学・高校時代をインターナショナルスクールで過ごしたため、英語が堪能である。

## 略歴
1998年、高校在学中にCORE OF SOULを結成。2001年に東芝EMIよりシングル「Photosynthesis」でメジャー・デビューし、2006年にバンドを解散した。当時の活動についてはCORE OF SOULの項目を参照のこと。
バンド解散後はソロ活動へ転向。2006年秋より、主にライブハウスを中心に音楽活動を展開する。
2007年3月、DCT recordsより配信限定シングル「過ちのサニー」でデビュー。夏にはDREAMS COME TRUEのライブツアー『DREAMS COME TRUE WONDERLAND 2007』のバッキングボーカルオーディションに合格し、公演に参加した。12月には初のソロアルバム『Embryo Love Songs』も発表し、翌2008年3月にはアルバムリリース記念として東名阪3公演で初のワンマンライブ『Embryo Love Songs Live 2008』を行った。
ラジオパーソナリティとしても活動し、TOKYO FMやFM大阪のワイド番組を担当している。
2012年7月、DCT recordsとの契約解除を発表。現在は自主レーベルよりCD・DVDをリリースしている。
2013年10月、TOKIE、山口美代子（DETROITSEVEN）と新バンドTHE LIPSMAXを結成した。
2014年3月、5枚目のアルバム「FORTUNE LADY」発売。
2015年3月、初の一人弾き語りツアー LOVE Live 2015を東名阪にて開催。
2024年3月14日、休養を取得予定。

## ディスコグラフィー

### シングル
|     | タイトル         | 発売日        |
| --- | ---------------- | ------------- |
| 1st | がらくたライト   | 2007年10月3日 |
| 2nd | オドレイ         | 2008年7月23日 |
| 3rd | 素晴らしき日々   | 2008年11月5日 |
| 4th | 君は僕のセンユウ | 2009年12月9日 |
| 5th | STAY             | 2010年6月9日  |
| 6th | テレパス         | 2010年10月6日 |

### 配信限定楽曲
1. 過ちのサニー（2007年3月14日配信開始）
2. ツリーを飾ろう（2007年11月29日配信開始）
3. LOOK AROUND -LIVE@Shibuya 2008-（2008年6月6日配信開始）
4. My Name Is LOVE -LIVE@Shibuya 2008-（2008年7月7日配信開始）
5. Embryonic -LIVE@Shibuya 2008-（2008年8月8日配信開始）
6. がらくたライト -LIVE@Shibuya 2008-（2008年9月9日配信開始）
7. Trigger -LIVE@Shibuya 2008-（2008年10月10日配信開始）
8. ツリーを飾ろう -LIVE@Shibuya 2008-（2008年11月11日配信開始）
9. Life Like A Tree 〜あすなろ〜 -LIVE@Shibuya 2008-（2008年12月12日配信開始）
10. Cross The River -LIVE@Shibuya 2008-（2009年1月1日配信開始）
11. Sick And Tired -Live@Shibuya 2008-（2009年2月2日配信開始）
12. 過ちのサニー -Live@Shibuya 2008-（2009年3月3日配信開始）
13. ALWAYS NEW AGE（2012年8月1日配信開始）
14. Fool's Paradise（2012年9月12日配信開始）
15. チェルノブイリのねずみ（2012年10月3日配信開始）
16. 愛に生きれば（2012年10月3日配信開始）

### アルバム
1. Embryo Love Songs（2007年12月5日発売）
2. Confetti Love Songs（2009年1月14日発売）
  - 初回限定盤DVD付
  - 「ノーサイド」：第88回全国高等学校ラグビーフットボール大会テーマソング
3. Telepathic Love Songs（2011年4月13日発売）
  - 初回限定盤DVD付
4. Antidote Love Songs（2012年10月25日発売）
5. Fortune Lady（2014年3月14日発売）
6. ひかりのゆくへ （2015年3月7日発売）
7. Pearl（2017年4月19日発売）

### 参加作品
- Jazztronik『MADRUGADA/TIGER EYES』（2004年11月3日）
  - M-2「TIGER EYES」収録（ゲストボーカル）
- DCT records "PIZZA"（2007年5月16日）
  - M-1「過ちのサニー」収録
- 布袋寅泰『GUITARHYTHM V』（2009年2月18日）
  - M-10「BEAUTIFUL MONSTERS featuring LOVE」収録（ゲストボーカル）

## ライブ

### 単独ライブ
- Embryo Love Songs Live 2008 （2008年3月4日-15日、東名阪3公演）
  - 同年5月15日にSHIBUYA BOXXで同タイトルのシューティングライブを開催。
- Confetti Love Songs Live 2009 （2009年3月8日-15日、東名阪3公演）
- LOVE Live 2010 （2010年3月6日-14日、東名阪3公演）
- 夜LOVEやねんLIVE （2010年9月23日、渋谷シアターTSUTAYA）
- LOVE Live 2011 〜LOVE VOYAGER TOUR〜 （2011年3月4日-4月2日、東名阪3都市4公演）
  - 3月13日の大阪公演では東日本大震災による電力不足が懸念されたため（実際には関西電力管内の電力供給は万全であった）、アンプラグドライブを行った。また、3月14日に東京で予定されていたシューティングライブは震災の影響により中止となった。
- LOVE VOYAGER TOUR 2011 feat. West for East （2011年7月16日、大阪BIG CAT）
- LOVE VOYAGER TOUR 2011 〜7ヶ月遅れのAnniversary LIVE〜 （2011年10月22日、渋谷WWW）
- LOVE Live 2012 6弦ヒトリ旅（2012年5月26日、名古屋ボクモ）
- LOVE Live 2012 SAMURAI SESSIONS OSAKA 〜Acoustic〜（2012年6月23日、大阪PINE BROOKLYN）
- LOVE Live 2012 SAMURAI SESSIONS TOKYO 〜Acoustic〜（2012年6月30日、Live House LOOP 代官山）
- LOVE Live 2012 Acoustic 〜7時まで生SAMURAI〜 SAMURAI SESSIONS 番外編ソロライブパーティ！（2012年9月1日、大阪PINE BROOKLYN）
- LOVE Live 2012（2012年11月3日、OSAKA MUSE）
- LOVE Live 2012（2012年11月10日、渋谷WWW）
- LOVE Live 2013 Antidote Love Songs 〜愛の抗体+LOVE30型〜 （2013年3月14日、下北沢Garden）
- LOVE Live 2013 Antidote Love Songs Supported by Kotaro （2013年4月7日、名古屋 ell. size）
- LOVE Live 2013 TANABATA TWILIGHT SESSION （2013年7月7日、Live House LOOP 代官山）
- LOVE Live 2013 SELF TAIBAND NIGHT （2013年11月28日、下北沢Garden）
- LOVE Live 2013 6弦ヒトリ旅 vol. 2 （2013年11月30日、ボクモ）
- LOVE Live 2013 特別編 〜ツリーを飾ろう〜 （2013年12月23日、Booster's Bar）
- LOVE Live 2014 Fortune Lady（2014年3月16日-31日、東名阪3公演）

### LOVE・YA・DAY
様々な分野からゲストを招いて行うトーク＆ライブイベント。J-POP CAFE渋谷にて2009年6月から2010年5月まで毎月開催。
- 2009年
  - 第1回「摩季さんのポジティブパワーを吸い取るDAY」（6月21日、ゲスト：大黒摩季）
  - 第2回「愛のビタミンを補給するDAY」（7月26日、ゲスト：山本シュウ）
  - 第3回「もしも僕たちの街にオーロラが現れたら、、、いい夢見れそうやDAY！」（8月23日、ゲスト：古賀祐三）
  - 第4回「何気なかった現実が、特別な現実になるDAY」（9月27日、ゲスト：山我祐生（フォトジャーナリスト））
  - 第5回「未来を想像するDAY」（10月25日、ゲスト：手塚眞）
  - 第6回「日本の伝統を受け継ぐ心意気を学ぶDAY」（11月22日、ゲスト：天野安喜子）
  - 第7回「今年に感謝していい年を迎えるDAY」（12月27日、総集編のためトークゲストは無し）
- 2010年
  - 第8回「東京プリン牧野さん流『和み』のココロをたしなむDAY!」（1月24日、ゲスト：牧野隆志（東京プリン））
  - 第9回「想いを字にしたためるのも大事やDAY!」（2月28日、ゲスト：美帆（女流書家））
  - 第10回「吹くならホラよりハーモニカやDAY!」（3月28日、ゲスト：田中光栄（ハーモニカ奏者））
  - 第11回「検査は笑顔のためやDAY!」（4月25日、ゲスト：小巻亜矢（NPO法人ハロードリーム実行委員会代表理事））
  - 第12回「情熱を呼び覚ますDAY!」（5月23日、ゲスト：coba）

### LOVE VOYAGE TOUR
- 2011年
  - 福岡県（4月16日、タワーレコード福岡店内イベントスペース）
  - 兵庫県（4月29日、阪急西宮ガーデンズ 4Fスカイガーデン）
  - 大阪府（4月29日、タワーレコード梅田NU茶屋町店 イベントスペース）
  - 東京都（5月3日、東京ミッドタウン芝生広場； 5月6日、TSUTAYA TOKYO ROPPONGI）
  - 岐阜県（5月21日、モレラ岐阜）
  - 愛知県（5月22日、中部国際空港4Fイベントプラザ）
  - 広島県（5月28日、サンモールY人Y（ワイワイワイ）スタジオ）
  - 愛媛県（5月29日、エミフルMASAKIエミモール1階グリーンコート）
  - 高知県（6月11日、中土佐町町民交流会館）
  - 神奈川県（6月27日、逗子海岸特設ライブハウスOTODAMA SEA STUDIO）
  - 鹿児島県（8月6日、イオン鹿児島ショッピングセンター風の広場；9月24日、アミュプラザ鹿児島AMU広場）
  - 熊本県（8月7日、蔦屋書店熊本三年坂モリコーネテラス）
  - 宮城県（9月4日、Studio HooK 一番町店）
  - 滋賀県（9月11日、三井アウトレットパーク滋賀竜王イベントステージ）
  - 長崎県（9月25日、アミュプラザ長崎かもめ広場）
  - 群馬県（10月16日、高崎駅西口前特設屋外ステージ（高崎音楽祭））
- 2012年
  - 福島県（3月24日、福島空港国内線出発ラウンジ）
  - 石川県（4月14日、金沢MILLION CITY（中澤信栄のライブにゲスト出演））
  - 富山県（4月15日、イオンモール高岡 セントラルコート）
  - 千葉県（6月3日、柏Cafe Line）
  - 奈良県（7月7日、カレー屋マナビアン）
  - 岩手県（8月11日、大槌北小学校特設ステージ（LIGHT UP NIPPON 2012））
  - 京都府（9月8日、SOLE CAFE）
  - 茨城県（11月17日、つくば駅ロータリー脇空き地（つくば光の森2012））
  - 山形県（12月2日、ふくしまこども未来広場）
- 2013年
  - 北海道（2月16日、HMVステラプレイス）
  - 青森県（5月4日、肴ダイニング心）
  - 栃木県（5月11日、悠日カフェ（露崎春女ライブにゲスト出演））
  - 新潟県（5月18日、赤倉温泉ふるや旅館前（「食の嵐」 in 妙高））
  - 佐賀県（6月8日、SAGA Rock Ride）
  - 宮崎県（6月9日、NEW RETORO CLUB）

### ライブフェスティバル・ライブイベント
- 2006年
  - MINAMI WHEEL 2006 （10月7日、大阪・ヒルズパン工場）（"My name is ... Love (ex. fukko)"名義で参加）
  - DCTgarden "THE LIVE!!!" vol. 4（12月22日、代官山UNIT）
- 2007年
  - DCTgarden "THE LIVE!!!" vol. 7（3月22日-28日、東名阪3公演）
  - FM802 ACCESS! SPECIAL SHOWCASE BY AND BY（4月7日、心斎橋クラブクアトロ）
  - DCTgarden "THE LIVE!!!" vol. 9 〜DCT records "PIZZA" Relase Party!!!〜（5月18日、Shibuya O-West）
  - PIA MUSIC EXCHANGE!! vol. 2（6月20日、東京・DUO Music Exchange）
  - MINAMI WHEEL 2007（10月27日、心斎橋RUIDO）
  - Rolling Rocks vol. 15（10月29日、福岡DRUM SON）
  - ASAHI SUPER DRY presents EDGE LIVE juice（12月5日、Zepp Osaka）
  - 夢のクリスマスFunkyライブ2007 in Osaka（12月21日、心斎橋RUIDO）
- 2008年
  - NEW YEAR CELEBRATION LIVE '08（2月6日、原宿アストロホール）
  - 夢チカLIVE vol. 40（6月28日、札幌KRAPS HALL）
  - 音霊 OTODAMA SEA STUDIO 2008（8月4日、逗子海岸特設ライブハウスOTODAMA SEA STUDIO）
  - MINAMI WHEEL 2008 10th ANNIVERSARY（11月2日、心斎橋クラブクアトロ）
  - December Rock Carnival 2008 in Osaka（12月10日、なんばHatch）
  - ZIP-FM 15th ANNIVERSARY ZIP SUPER SQUARE（10月5日、久屋大通公園久屋広場）
  - WINTER FANTASIA 2008 〜 DCTgarden "THE LIVE!!!"（11月-12月、全国6都市9公演。DREAMS COME TRUEと共演）
- 2009年
  - SWEET GREEN GIRL'S LIVE 〜 SWEET COLLECTION 〜（3月27日、札幌KRAPS HALL）
  - RED RIBBON LIVE 2009 Spring 〜HIV検査に行こう！〜（5月31日、SHIBUYA-AX）
  - 音霊 OTODAMA SEA STUDIO 2009（7月15日、逗子海岸特設ライブハウスOTODAMA SEA STUDIO）
  - SAKURA release party "Real Love"（9月6日、大阪BIG CAT）
  - サンシャイン60展望台×OTODAMA OTODAMA SKY STUDIO SPECIAL ANNIVERPARY LIVE（10月4日、サンシャイン60展望台）
  - Thanksgiving to Mother Earth 森への恩返しコンサート（10月11日、愛・地球博記念公園）
  - WINTER FANTASIA 2009 〜 DCTgarden "THE LIVE!!!"（12月、全国6都市6公演。DREAMS COME TRUE他、DCT RECORDSのアーティストと共演）
  - BRIGHT Soul Playground Christmas Party（12月23日、渋谷クラブクアトロ）
  - けやきひろばクリスマスコンサート（12月24日、さいたま新都心けやきひろば）
- 2010年
  - Hellosmile Live 2010（4月9日、JCBホール）
  - FM OSAKA開局40周年記念プレミアム e∞Tracks Live＠大阪城ホール feat.ビッグバンドナイト（5月29日、大阪城ホール）
  - The Blue E.A.R.T.H. vol.2 onnason（7月4日、恩納村ふれ愛センター内「ゆいゆい おんな」）
  - LaLaport MUSIC JAM Vol.29（7月10日、ららぽーとTOKYO-BAY）
  - 音霊 OTODAMA SEA STUDIO 2010（7月20日、逗子海岸特設ライブハウスOTODAMA SEA STUDIO）
  - メ〜テレ秋祭り BOMBER-E 秋祭りSP（9月25日、久屋大通公園久屋広場特設ステージ）
  - WOW FES! 2010 "WOW FES! × TOKYO FM LOVE CONNECTION"（10月23日、東京ミッドタウンキャノピー・スクエア）
  - 2010 GLAMOROUS NIGHT EVOLUTION（11月2日、JCBホール）
  - Hellosmile presents 後藤真希＆LOVE TALK LIVE SHOW in 清泉（11月6日、清泉女子大学講堂）
  - marunouchi oazo Special Talk & Live Events "LOVE sings CHRISTMAS LIVE"（12月4日、丸の内オアゾ○○広場）
  - 「中之島にぎわいの森づくり」×DREAMS COME TRUE WINTER FANTASIA 2010 〜LOVE CENTRAL〜（12月5日、大阪中之島・八軒家浜屋外エリア）
  - WINTER FANTASIA 2010 〜 DCTgarden "THE LIVE!!!"（12月、全国5都市5公演のうち、福岡・横浜・大阪の3公演に参加）
  - 日本橋STYLE Vol.1 BALLADS（12月29日、日本橋三井ホール）
- 2011年
  - SDD TOWN MEETING@阪急三番街（2月5日、阪急三番街北館B2F水上ステージ）
  - ROOTOTE Charity Event チャリティライブ（3月10日、表参道ヒルズ本館吹抜け大階段）
  - マイロックンロール50（7月6日、LIQUIDROOM）
  - indigo blue Unplugged LIVE feat. LOVE（7月7日、音楽実験室 新世界）
  - Heart Beat Rockers（9月18日、WOMB）
  - Hellosmile Live 2011 Autumn（11月12日、ラフォーレミュージアム六本木）
  - 日本橋STYLE 〜 Lovers Christmas eve 〜（12月24日、日本橋三井ホール）
- 2012年
  - TOKYO TOWER presents Love Candle Night（2月7日、東京タワー大展望台・CLUB333）
  - MATSUYA GINZA スプリングチャリティーコンサート produced by TOKYO FM（3月10日、松屋銀座正面口）
  - LOVE RADIO 今日ここにいるという事（3月17日、umeda AKASO）
  - Nu Soul annex 〜 LOVE × 竹本健一 〜（3月25日、渋谷LOOP Annex）
  - Parallel Hamburger presents Chemical Reaction vol. 01 〜Diva達との初夜〜（8月5日、南堀江Knave）
  - ミナホダイニング LIVE in JanusDining（10月14日、心斎橋JanusDining）
- 2013年
  - LOVE RADIO 今日ここにいるという事 第2回（3月9日、umeda AKASO）
  - 音霊 OTODAMA SEA STUDIO 2013（7月22日、逗子海岸特設ライブハウスOTODAMA SEA STUDIO）
  - VERVE (11月6日、渋谷スターラウンジ)
  - LIVE STAGE ラブ印 〜見たい！魅せたい！観てほしい！〜（11月16日、心斎橋JANUS）
- 2014年
  - LOVE RADIO 今日ここにいるという事 第3回（3月15日、umeda AKASO）

## メディア

### ラジオ
- LOVEの月の裏がわ研究所（「The Nutty Radio Show 鬼玉」内のアーティストコーナー）（NACK5、2009年1月 - 3月）
- 電気事業連合会 presents エレクトリカルサタデーナイト「中村正人の夜は庭イヂリ」 （JFN38局フルネット、2009年4月から同年12月までアシスタントDJ）
- LOVE CONNECTION（TOKYO FM・FM大阪、2010年4月 - 2020年9月[注釈 1]）
- LOVE RADIO（FM OH!、2011年4月 - 2014年9月）
- 綾小路 翔とLOVEのKUSO RADIO（TOKYO FM、2013年4月 - 2013年9月）
- ALL-TIME BEST（TOKYO FM・FM大阪、2020年10月 - ）

### インターネット
- 朝LOVEやねん（Ustream、2010年8月 - 2011年8月）